# Katol Timur
Katol Timur is een bestuurslaag in het regentschap Bangkalan van de provincie Oost-Java, Indonesië. Katol Timur telt 7607 inwoners (volkstelling 2010).